# غارث إراسموس
غارث إراسموس (بالإنجليزية: Garth Erasmus)‏ هو فنان تشكيلي ورسام جنوب أفريقي، ولد في 12 أبريل 1956 في يوتينهاغ في جنوب أفريقيا.